# NGC 6649
NGC 6649 ist ein offener Sternhaufen vom Trumpler-Typ II2m im Sternbild Schild nördlich der Ekliptik. Er hat eine scheinbare Helligkeit von 8,9 mag und einen Winkeldurchmesser von 6’.
Entdeckt wurde das Objekt am 27. Mai 1835 von John Herschel.